# Kitee
Kitee est une ville de l'est de la Finlande. Elle fait partie de la région de Carélie du Nord.
La municipalité a vu une petite partie de son territoire cédée à l'URSS à la suite de la guerre d'Hiver, mais sans subir l'annexion totale qu'ont connue ses voisines orientales.
Au 1er janvier 2013 la commune de Kesälahti a fusionné avec la ville de Kitee.

## Géographie
La commune est à 24 % couverte par les lacs.
Les deux plus importants sont l'Orivesi (appartenant au système du grand Saimaa) et le Pyhäjärvi.
Parmi les autres citons : Kiteenjärvi, Ätäskö, Heinäjärvi, Pieniheinäjärvi, Särkijärvi, Hyypii, Pitkäjärvi, Säynejärvi, Lautakko, Paasselkä et Piimäjärvi.
La forêt occupe l'essentiel de l'espace non couvert par l'eau, et la superficie des terres agricoles est limitée.
La nationale 6 traverse la commune, mettant le centre administratif à 67 km de la capitale régionale Joensuu.
Outre la frontière avec la Russie, les municipalités voisines sont Tohmajärvi au nord-est, Rääkkylä au nord-ouest et Kesälahti au sud-ouest. À l'ouest, sur l'autre rive de l'Orivesi, on trouve Savonranta en Savonie du Sud.

## Économie
L'économie repose sur le bois et le papier, avec notamment une usine de Stora Enso, avec un nombre limité d'autres industries.

## Démographie
| 1810  | 1830  | 1850  | 1880   | 1910   | 1930   |
| ----- | ----- | ----- | ------ | ------ | ------ |
| 6 425 | 8 336 | 9 222 | 10 715 | 13 160 | 13 125 |

| 1950   | 1960   | 1970   | 1980   | 1990   | 2000   |
| ------ | ------ | ------ | ------ | ------ | ------ |
| 12 572 | 12 648 | 11 314 | 11 300 | 11 406 | 10 545 |

| 2006  | 2012  | 2017   | 2020   | - | - |
| ----- | ----- | ------ | ------ | - | - |
| 9 665 | 9 098 | 10 579 | 10 129 | - | - |

## Lieux et monuments
- Église de Kitee
- Église orthodoxe de Kitee (fi)
- Zoo de Kitee
- Kiteen Meijerinranta
- Station thermale de Pajarinhovi
- Musée d'histoire locale

## Transports
La Valtatie 6 passe par Puhos et Tolosenmäki.
Kite est traversée par les routes régionales 479, 486 et 487.

## Économie

### Principales entreprises
En 2021, les principales entreprises de Kitee par chiffre d'affaires sont :
| Société                                | C.A.  |
| -------------------------------------- | ----- |
| Bakelite Oy                            | 32 M€ |
| EcoProtech Oy                          | 17 M€ |
| Surfactor Finland Oy                   | 15 M€ |
| Prosessi- ja vesitekniikka Provetek Oy | 13 M€ |
| K-Supermarket Kupiainen                | 12 M€ |
| LVI-Bioneerit Oy                       | 7 M€  |
| Biocone Oy                             | 7 M€  |
| Veekmas Oy                             | 6 M€  |
| Kiteen Konediesel Oy                   | 5 M€  |
| Rajaforest Oy                          | 5 M€  |

### Employeurs
En 2021, ses plus importants employeurs sont:
| Employeur                              | Employés |
| -------------------------------------- | -------- |
| Prosessi- ja vesitekniikka Provetek Oy | 49       |
| Bakelite Oy                            | 36       |
| LVI-Bioneerit Oy                       | 36       |
| K-Supermarket Kupiainen                | 33       |
| Biocone Oy                             | 22       |
| Kithydro Oy                            | 21       |
| Kiteen Huonekalutehdas Oy              | 20       |
| KSF Sport Oy Kiteen Suksitehdas        | 18       |
| Attendo Kanervikkola Oy                | 17       |
| Hannonen Veljekset                     | 17       |

## Personnalités
- Nils Ludvig Arppe
- Adolf Edvard Arppe
- Anton Wilhelm Arppe
- Tuomas Holopainen
- Juho Kankkunen
- Pekka Kankkunen
- Heikki Karppanen
- Toni Kohonen
- Johanna Kurkela
- Pentti Laaksonen
- Jukka Nevalainen
- Erkki Palosuo
- Sami Partanen
- Heli Pirhonen
- Pasi Pirinen
- Ville Pirinen
- Miitta Sorvali
- Unto Tarkkonen
- Eeva Tenhunen
- Tarja Turunen
- Tomek Valtonen
- Emppu Vuorinen

Elle est la ville de naissance du groupe de Metal symphonique Nightwish, dont le succès a très largement débordé des frontières de la Finlande. Trois des membres fondateurs, Tuomas Holopainen, Tarja Turunen et Emppu Vuorinen, sont nés dans la ville.

## Galerie

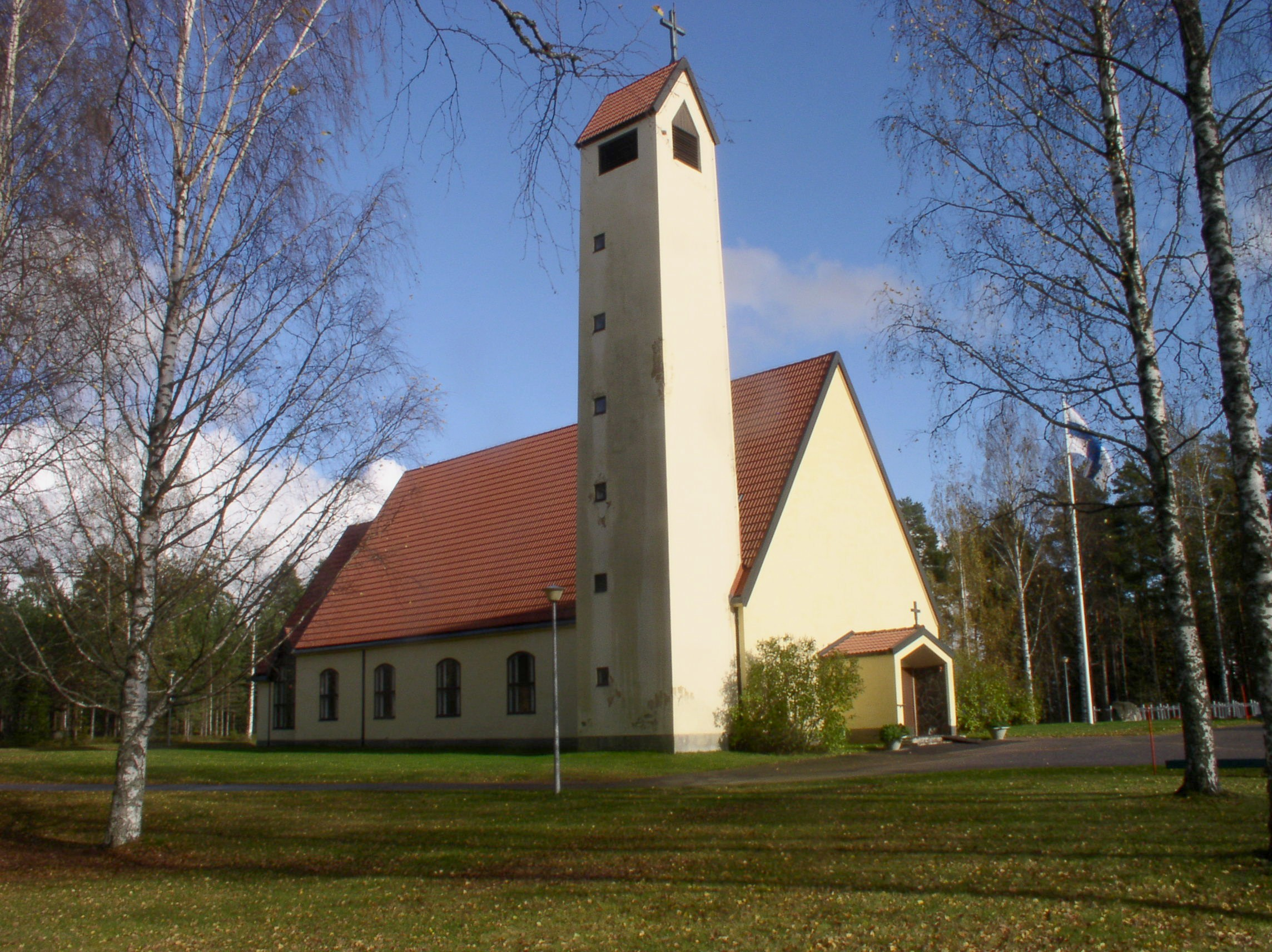
L'église de Kesälahti.
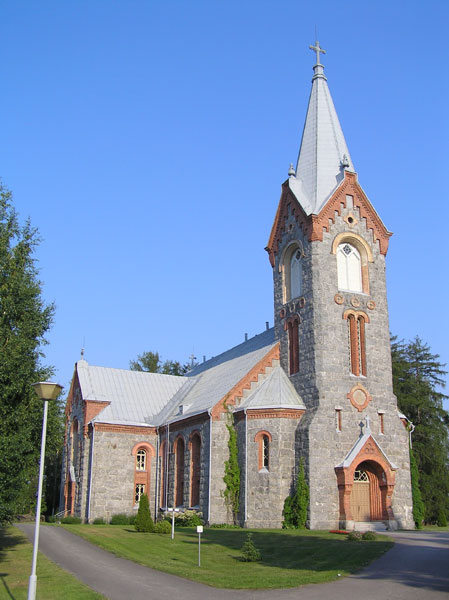
Église de Kitee.
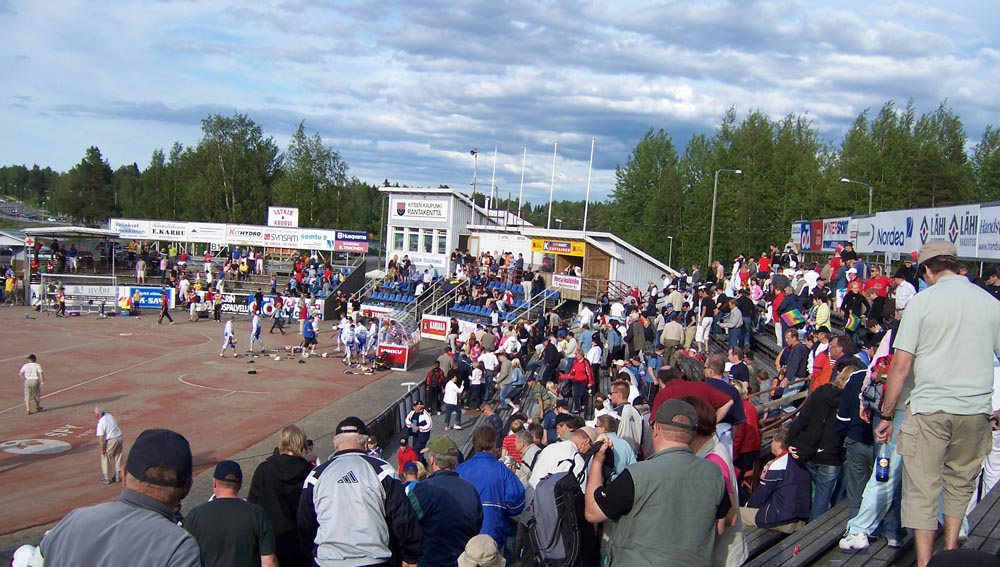
Rantakenttä.
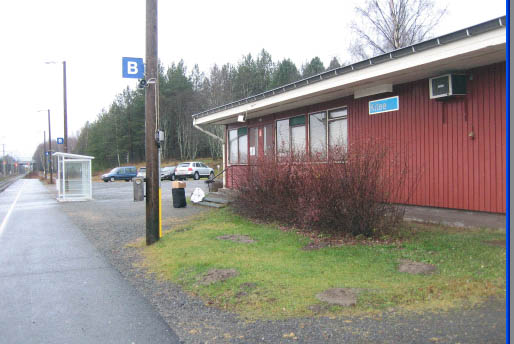
Gare de Kitee.